# Corée du Sud aux Jeux mondiaux de 2017
Cet article contient des informations sur la participation et les résultats de la Corée du Sud aux Jeux mondiaux de 2017 à Wrocław en Pologne.

## Médailles

### Or
| Sport               | Discipline         | Sportifs |
| Médailles d'or : 3  |                    | |
| Bowling             | Simple Hommes      | Cho Young-seon |
| Gymnastique aérobic | Danse mixte        | Corée du Sud - Han Jae-hyun - Kim Yu-hwan - Kim Han-jin (pl) - Kwon Tae-yun (pl) - Lee Jon-gu - Park Hyunmin - Ryu Ju-sun (pl) - Song Sung-kyu (pl) |
| Nage avec palmes    | Femmes - 50m apnée | Jang Ye-sol |

### Argent
| Sport                     | Discipline                              | Sportifs          |
| Médailles d'argent : 6    |                                         |                   |
| Billard                   | Femmes - Billard américain              | Kim Ga Young (de) |
| Nage avec palmes          | Femmes - 50 m apnée                     | Kim Gain          |
| Nage avec palmes          | Femmes - 400 m surface                  | Kim Bokyung       |
| Nage avec palmes          | Femmes - 50m bi-palmes                  | Choi Min-ji       |
| Ski nautique et wakeboard | Hommes - Wakeboard                      | Sanghyun Yun      |
| Roller de vitesse         | Femmes - Piste - 300 m Contre la montre | Yi Seul An        |

### Bronze
| Sport                   | Discipline                              | Sportifs                                                             |
| Médailles de bronze : 3 |                                         |                                                                      |
| Nage avec palmes        | Hommes - 50 m apnée                     | Lee Dong-jin                                                         |
| Nage avec palmes        | Femmes - relais 4x100 m surface         | Corée du Sud - Jang Ye-sol - Kim Eun-kyoung - Kim Bokyung - Kim Gain |
| Roller de vitesse       | Femmes - Route - 200 m Contre la montre | Yi Seul An                                                           |